# Cortinarius cinnamomeus
Cortinarius cinnamomeus (Carl von Linné, 1753 ex Samuel Frederick Gray, 1821), sin. Dermocybe cinnamomea (Carl von Linné ex Friedrich Otto Wünsche, 1877), din încrengătura Basidiomycota, în familia Cortinariaceae și de genul Cortinarius, cunoscut în popor sub numele burete (bureți) de mesteacăn, ciocolați, ciuperca fierii sau penișoară, este o specie de ciuperci otrăvitoare care coabitează, fiind un simbiont micoriza (formează micorize pe rădăcinile arborilor). În România, Basarabia și Bucovina de Nord se dezvoltă pe terenuri acre și umede, mai ales în grupuri mici, în păduri de foioase și turbării sub mesteceni precum în cele de conifere, acolo mai ales sub molizi, unde pământul este acoperit cu mușchi. Apare, de la câmpie la munte, din iulie până în octombrie (noiembrie).

## Taxonomie

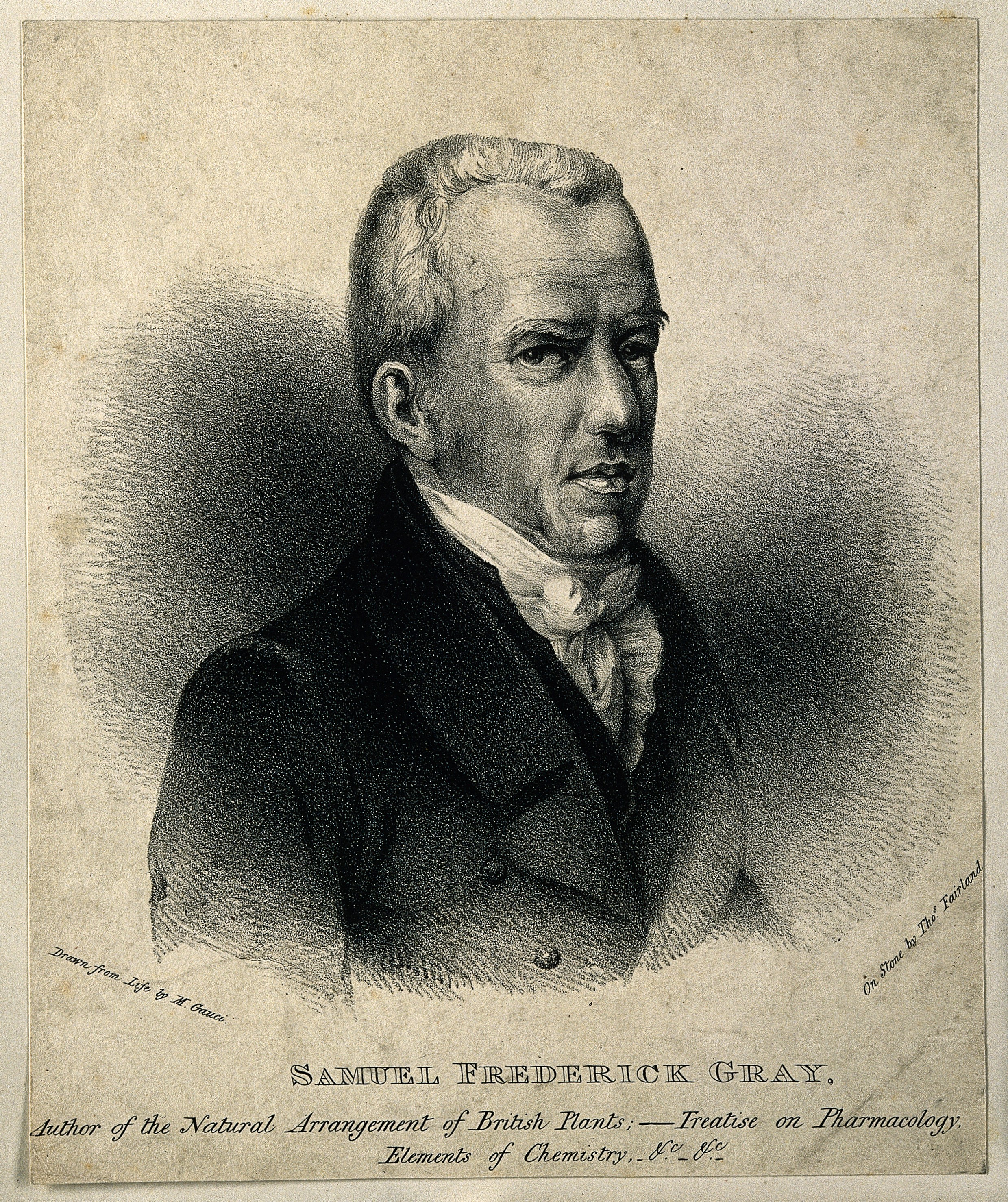
S. F. Gray

Numele binomial a fost determinat de marele savant suedez Carl Linné, de verificat în volumul 2 al marii sale opere Species Plantarum systematis mycologici, seu synopsis hymenomycetum din 1753.
În 1821, micologul englez Samuel Frederick Gray a transferat specia sub păstrarea epitetului la genul Cortinarius , de verificat în volumul 1 al lucrării sale A natural arrangement of British plants.
Sinonime obligatorii sunt Dermocybe cinnamomea a botanistul german Friedrich Otto Wünsche, de verificat în cartea sa Die Pilze. Eine Anleitung zu ihrer Kenntnis din 1877, Flammula cinnamomea a lui Paul Kummer din 1871 și Gomphos cinnamomeus a lui Otto Kuntze din 1898, toate trei create pe baza descrierii lui Linné.
Epitetul specific este derivat din cuvântul latin (latină cinnamum=scorțișoară, coaja scorțișoarei), datorită aspectului cuticulei.

## Descriere

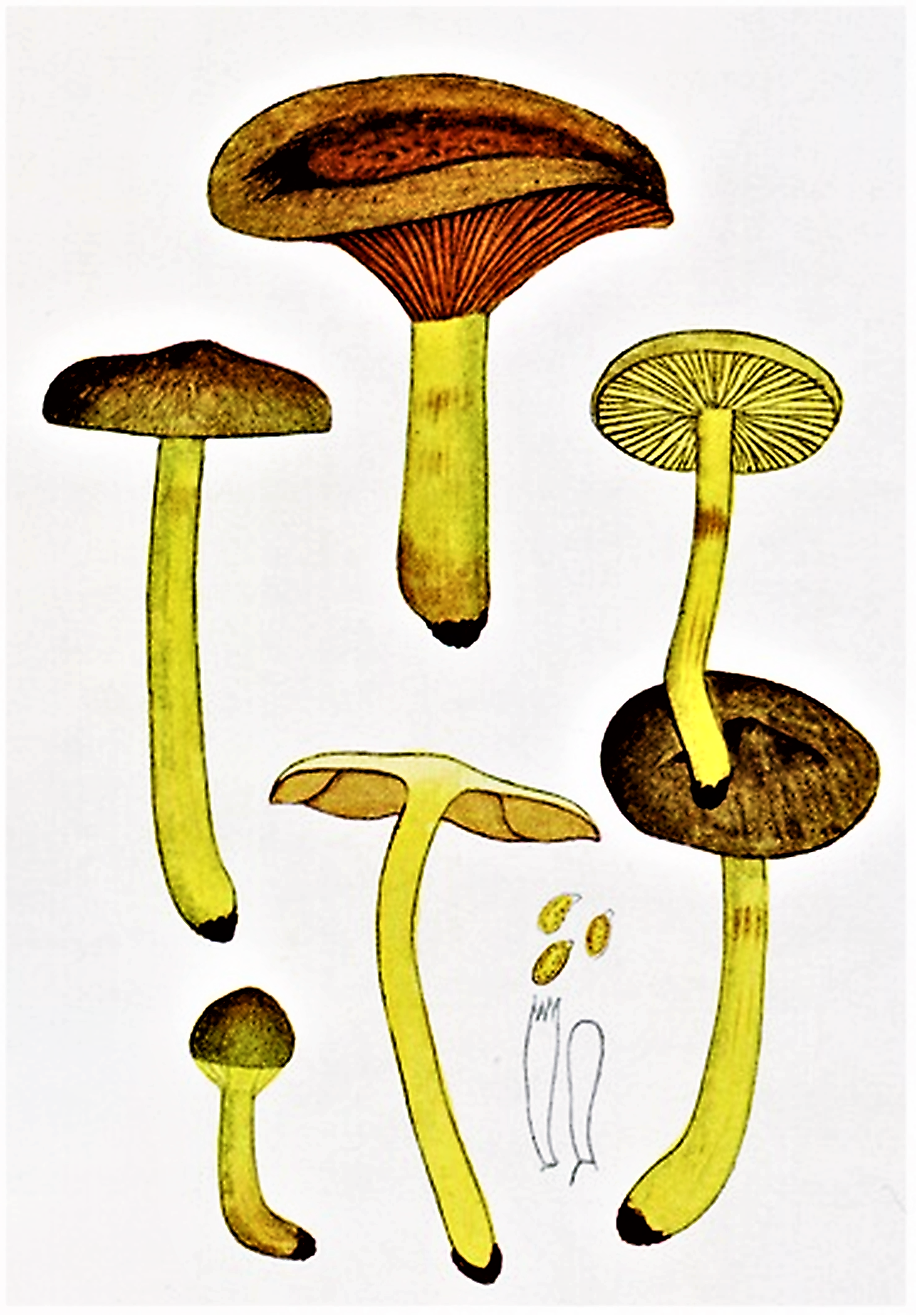
Bres.: C. cinnamomeus

- Pălăria: are un diametru de 3-9 cm, fiind la început conică, apoi netedă și ușor boltită, dar în cele mai multe cazuri cocoșată ascuțit. Cuticula mătăsos-fibroasă până fin solzoasă și uscată devine cu vârsta goală. Coloritul diferă între galben-maroniu, ocru-roșcat și brun de scorțișoară, centrul fiind de culoare mai închisă.
- Lamelele: sunt atașate la picior și acolo rotunjite, fiind destul de late, ușor bombate, asociate dens precum bifurcate și intercalate spre margine. Culoarea inițial viu portocalie schimbă cu maturitatea spre brun de scorțișoară, muchiile fiind colorate mai gălbui. În stadiul tânăr al ciupercii sunt acoperite cu fragmente galbene ale vălului parțial foarte subțiri.
- Piciorul: are o lungime de 4-8 (10) cm și o lățime de 0,6-0,8 (1) cm, este lung, subțire aproape cilindric, ușor bulbos spre bază și fibros, la început plin, devenind apoi în cele mai multe cazuri gol pe interior. Mai departe poartă o schițare abia vizibilă unui inel, rest al vălului parțial. El este gălbui pe suprafață, nu rar zonat longitudinal maroniu și cu nuanțe măslinii spre bază.
- Carnea: este destul de subțire în pălărie și fibroasă în picior, clar galbenă până șofrănie, la bătrânețe cu tonuri măslinii. Mirosul este de iarbă sau sfeclă furajeră și gustul neplăcut, după unii și amar.[4][5]
- Caracteristici microscopice: are spori galbeni ca lămâia, alungit ovoidali cu un apicol, punctați pe exterior și granulați pe dinăuntru, măsurând 7-9 x 4,5-6,5 microni. Pulberea lor este ruginie. Basidiile clavate cu 4 sterigme fiecare măsoară 25-30 x 7-8 microni. Cistidele (elemente sterile situate în stratul himenal sau printre celulele din pielița pălăriei și a piciorului, probabil cu rol de excreție) de aceiași dimensiune au forma de măciucă cu vârfuri rotunjite. Cleme nu sunt prezente.[12]
- Reacții chimice: Lamelele și coaja piciorului se colorează cu Hidroxid de potasiu imediat roșu ca sângele, apoi maroniu și cu sulfat de fier verde-măsliniu.[13]

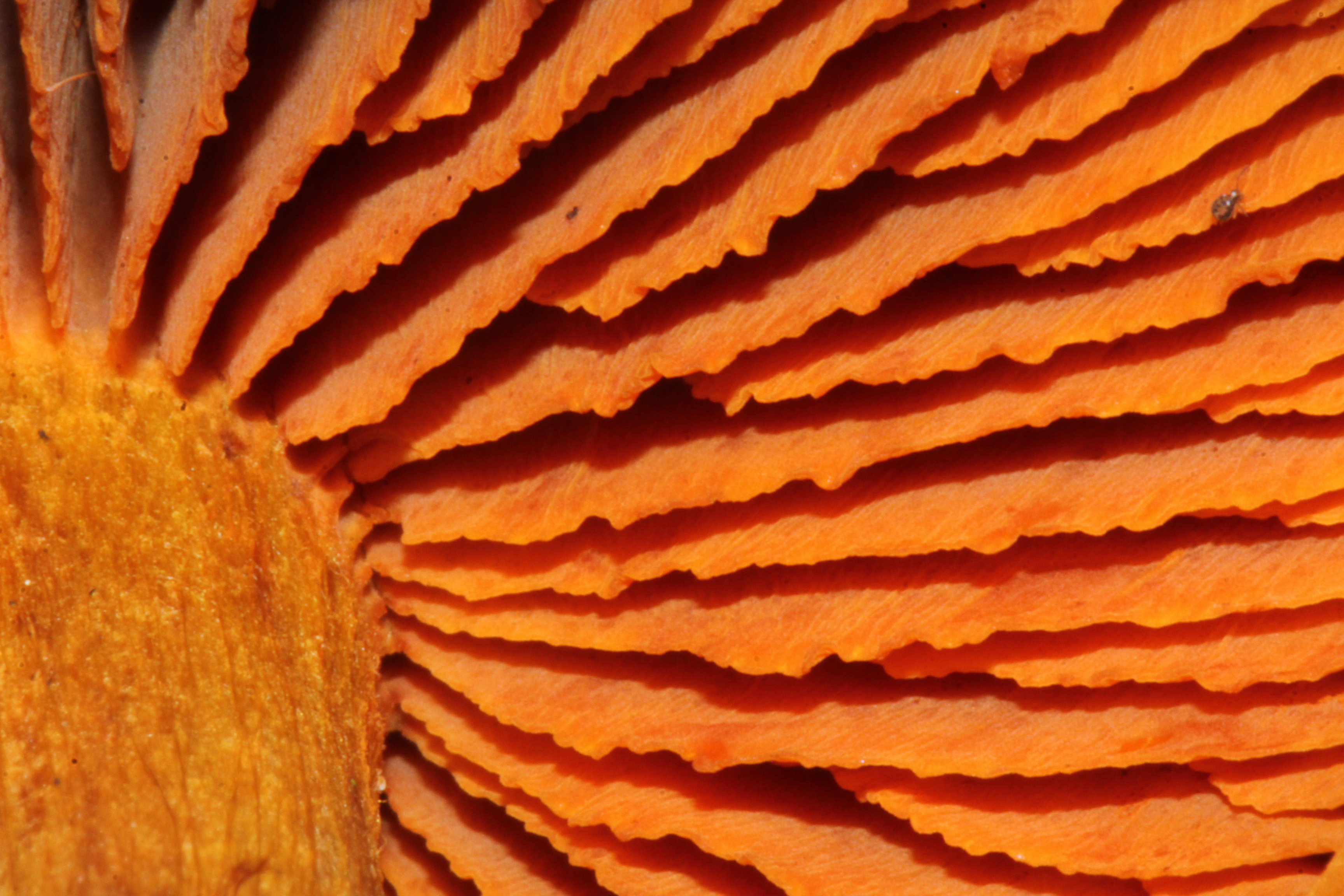
C. cinnamomeus, prim-plan al lamelelor
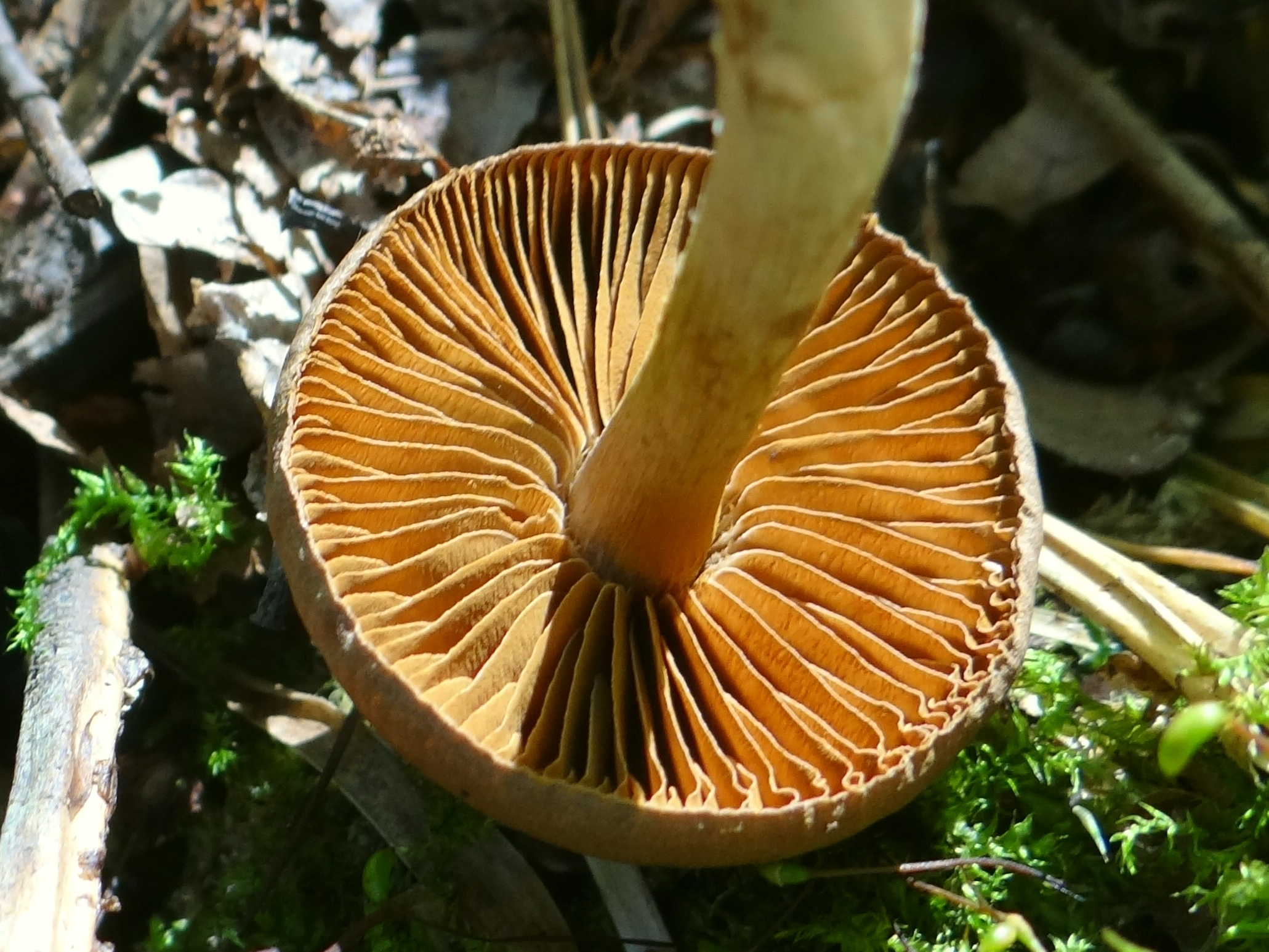
C. cinnamomeus, lamele și picior
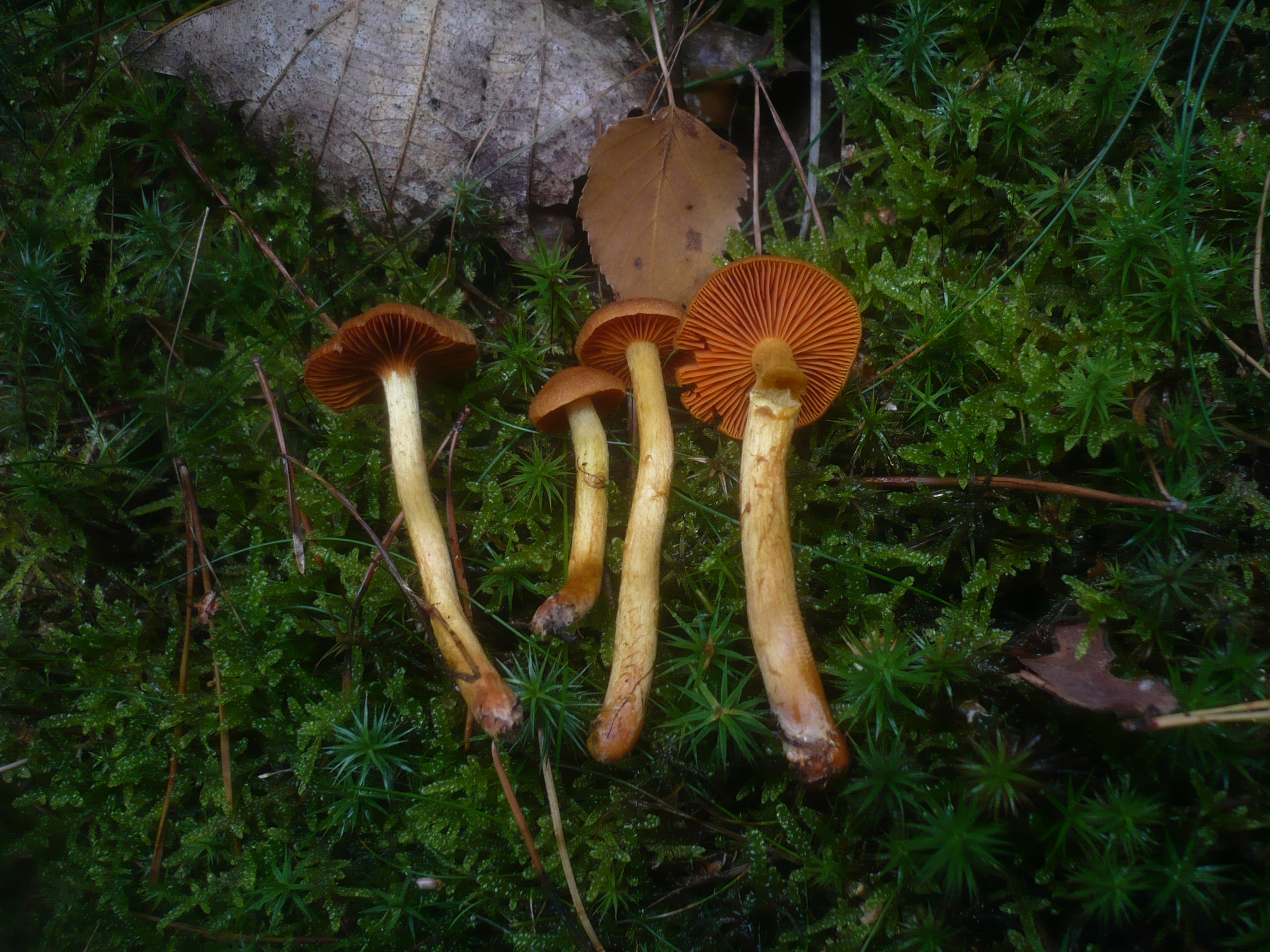
C. cinnamomeus tineri
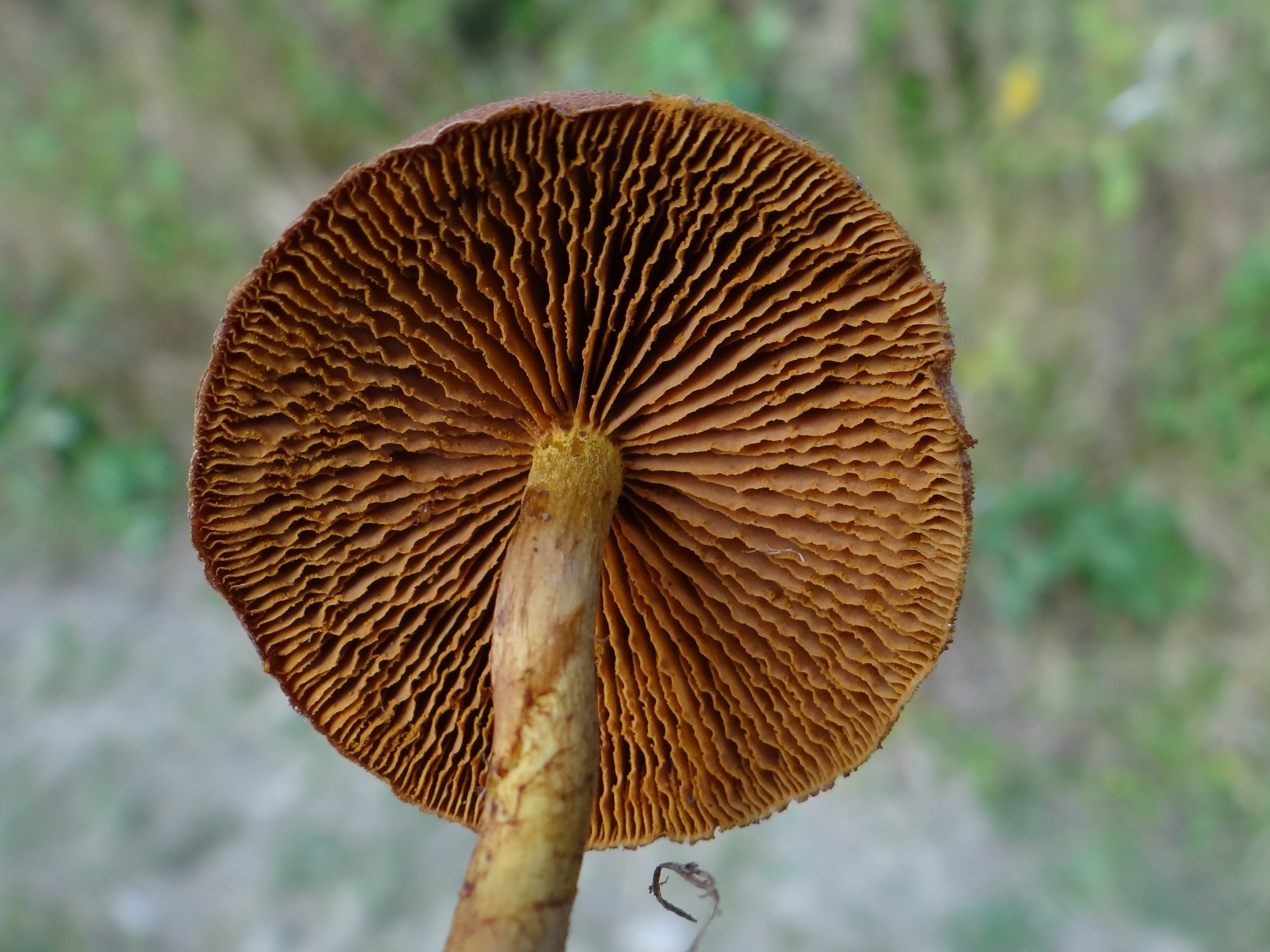
C. cinnamomeus bătrân

## Confuzii
Dacă dați seama, că carnea buretelui este gălbuie până șofrănie, el poate fi confundat numai cu suratele lui ale aceluiași gen, cu toate necomestibile, otrăvitoare, chiar letal toxice, cum sunt de exemplu Cortinarius armeniacus (necomestibil), Cortinarius balaustinus (suspect), Cortinarius bolarius (necomestibil), Cortinarius brunneus (otrăvitor), Cortinarius cagei sin. Cortinarius bicolor (necomestibil), Cortinarius callisteus (otrăvitor), Cortinarius casimirii (necomestibil), Cortinarius cinnabarinus (otrăvitor), Cortinarius corrugatus (suspect), Cortinarius croceus (otrăvitor), Cortinarius fasciatus (necomestibil), Cortinarius fulvescens (necomestibil), Cortinarius limonius (letal) Cortinarius malicorius (otrăvitor), Cortinarius orellanus (mortal), Cortinarius rubellus (mortal), Cortinarius sanguineus (otrăvitor, Cortinarius semisanguineus (otrăvitor) sau Cortinarius uliginosus (otrăvitor).

## Specii asemănătoare în imagini

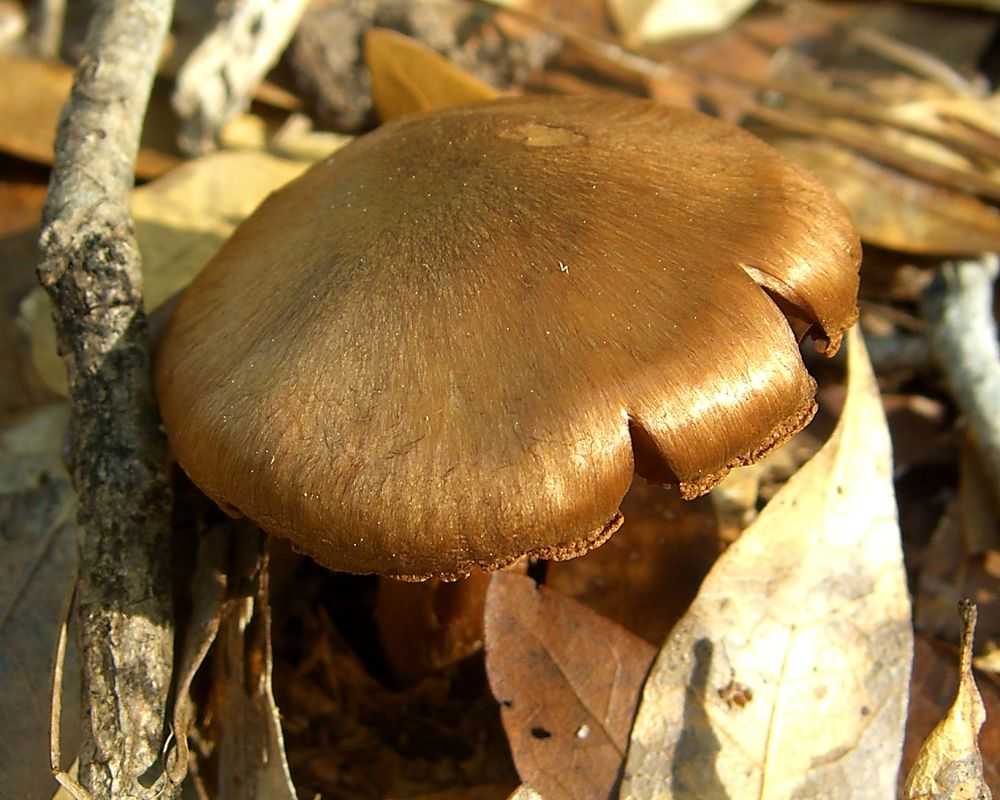
!!Cortinarius laniger!!
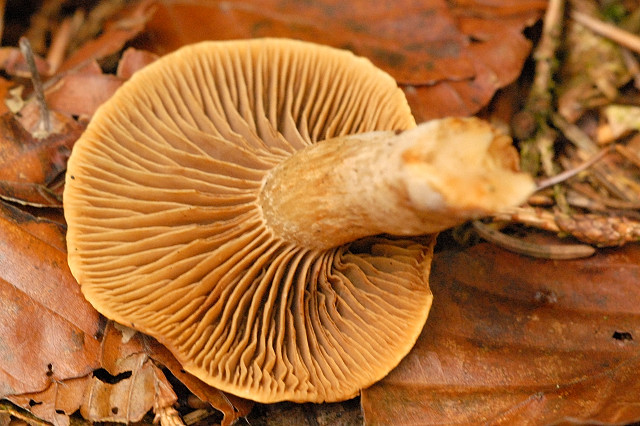
!!Cortinarius balaustinus!!
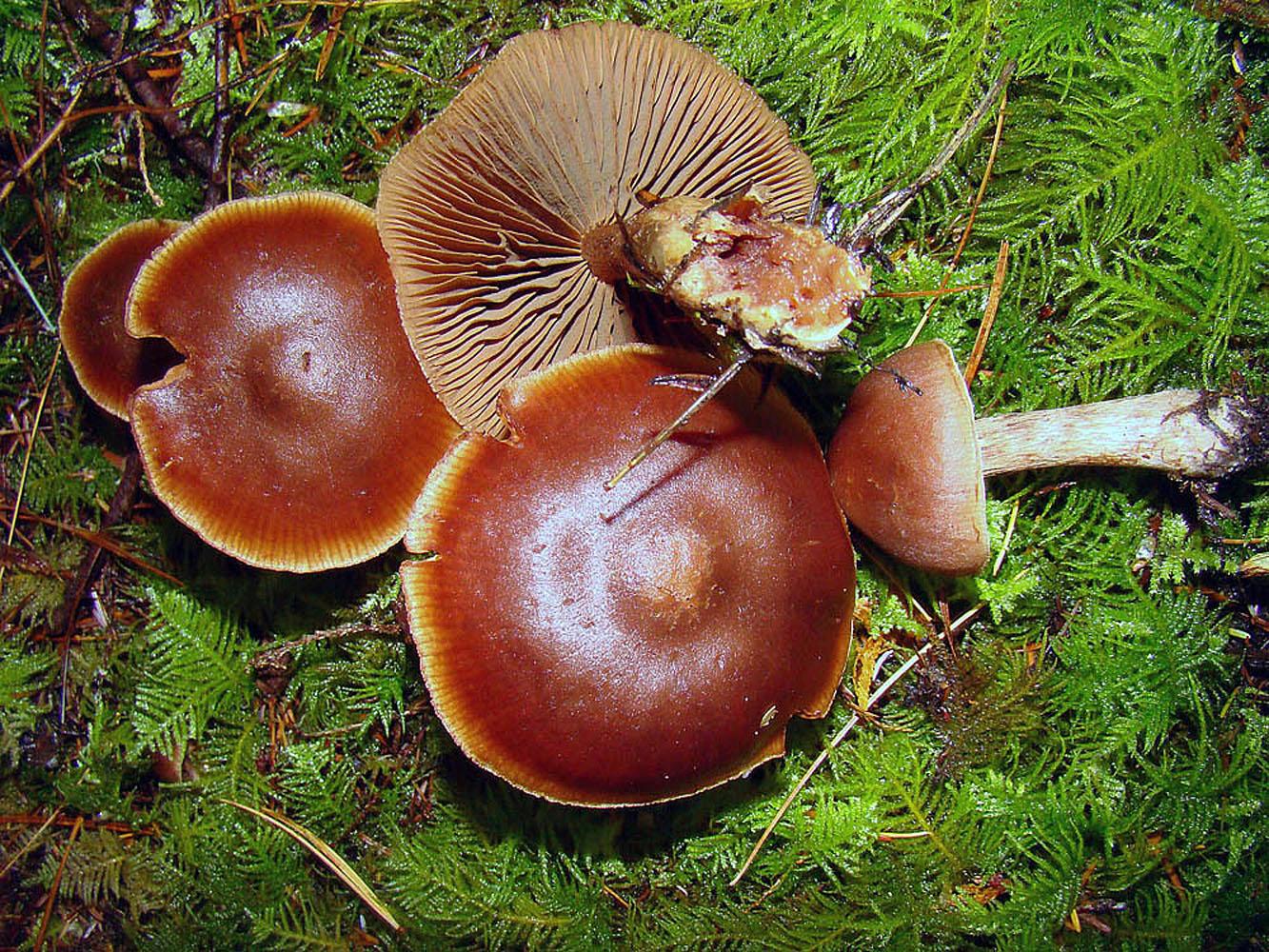
!!Cortinarius brunneus!!
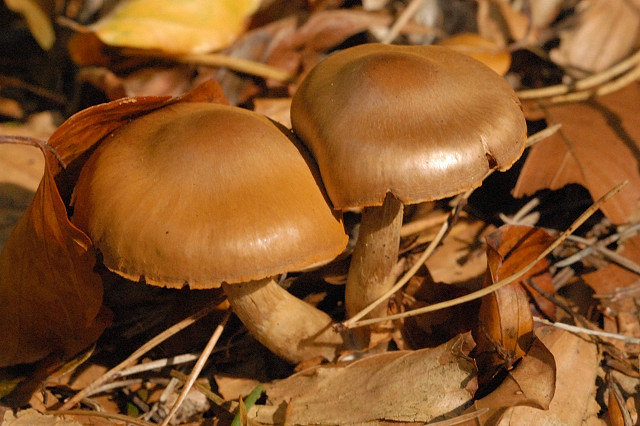
!Cortinarius cagei!
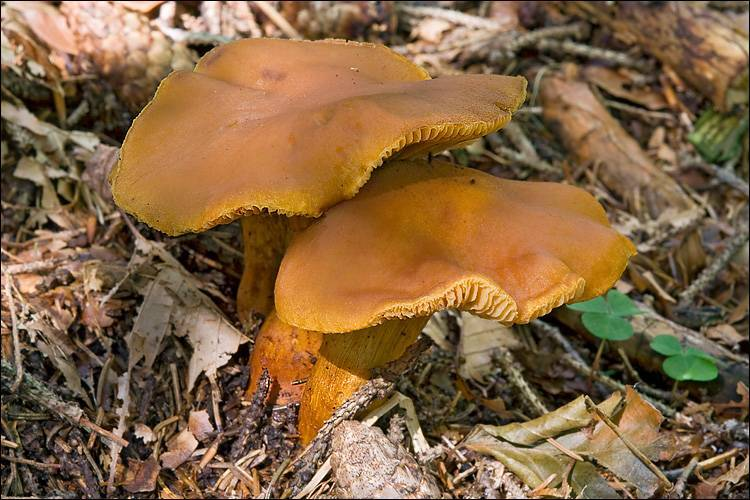
!!Cortinarius callisteus!!
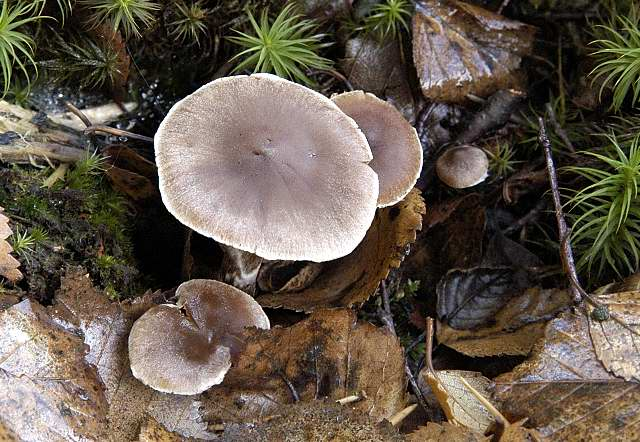
!Cortinarius casimirii!

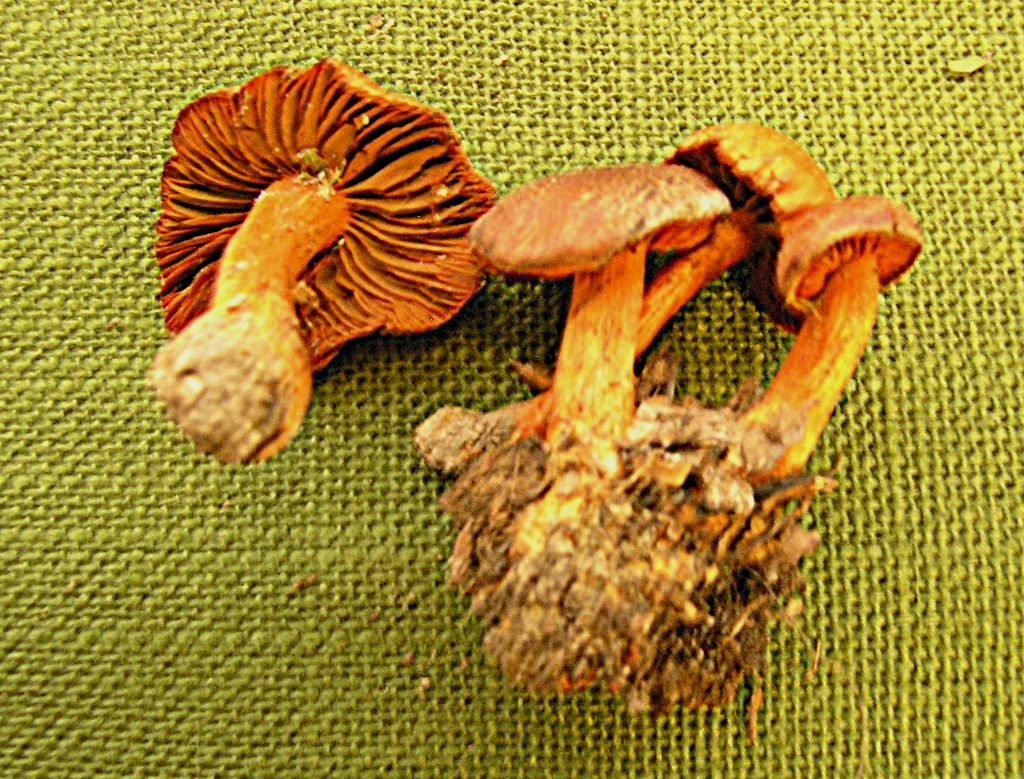
!!Cortinarius cinnabarinus!!
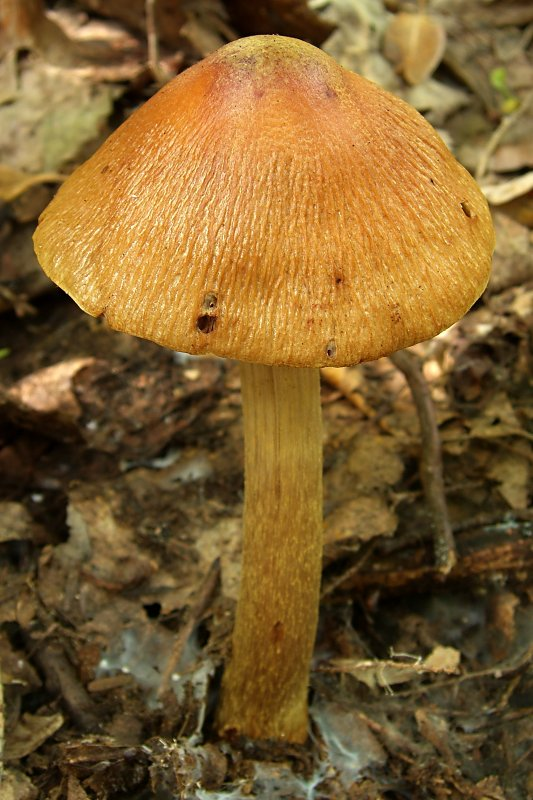
!!Cortinarius corrugatus!!
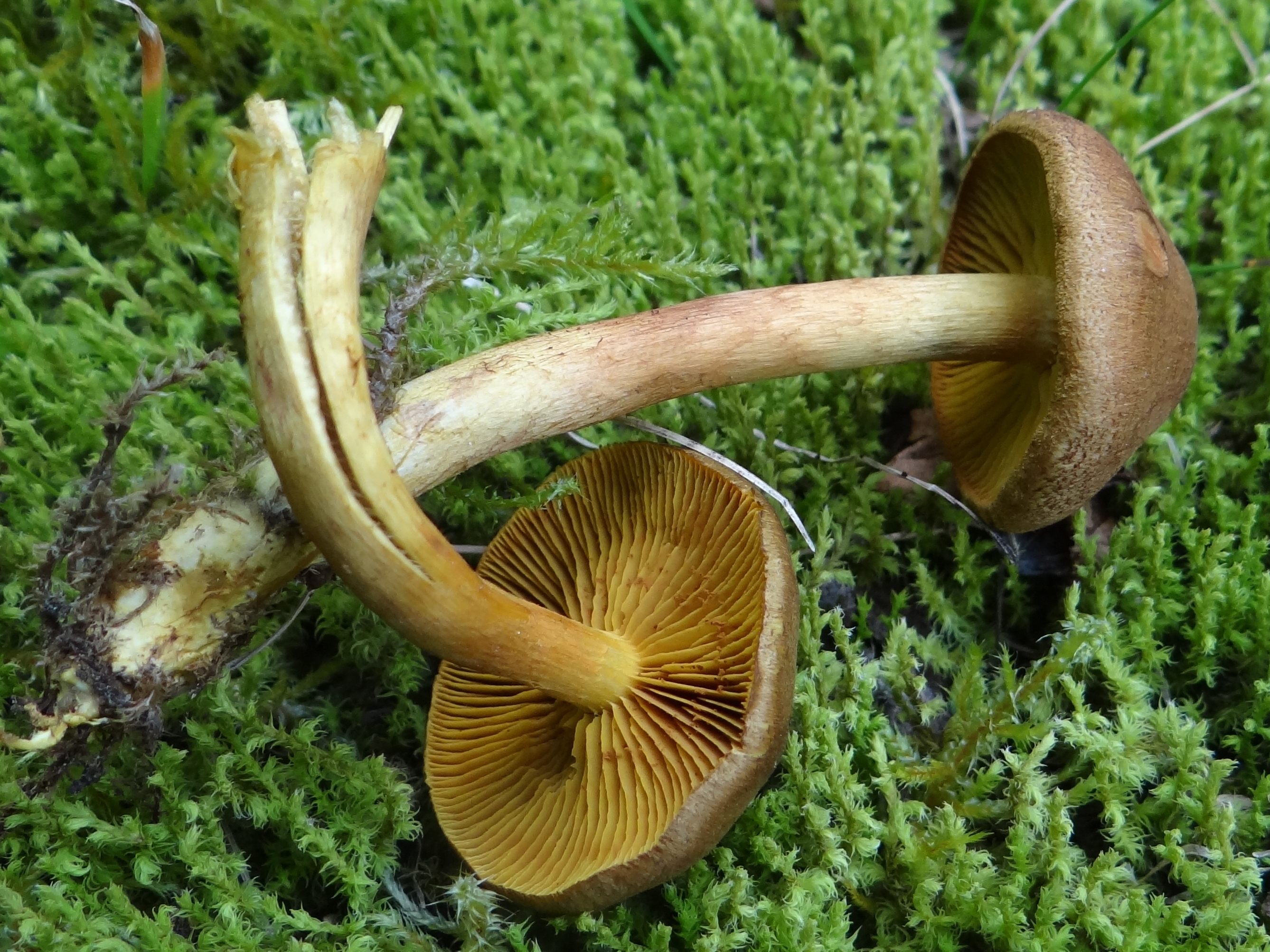
!!Cortinarius croceus!!
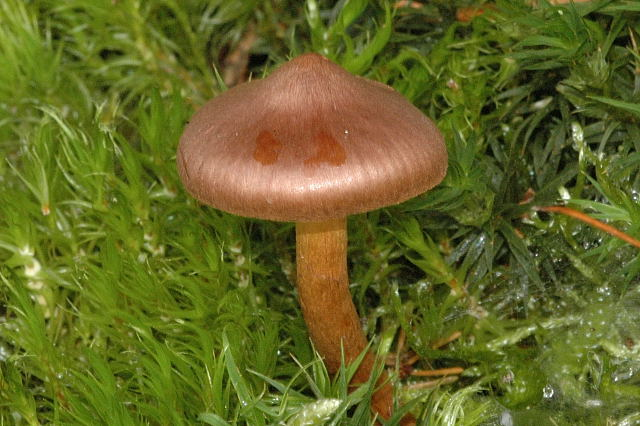
!Cortinarius fasciatus!
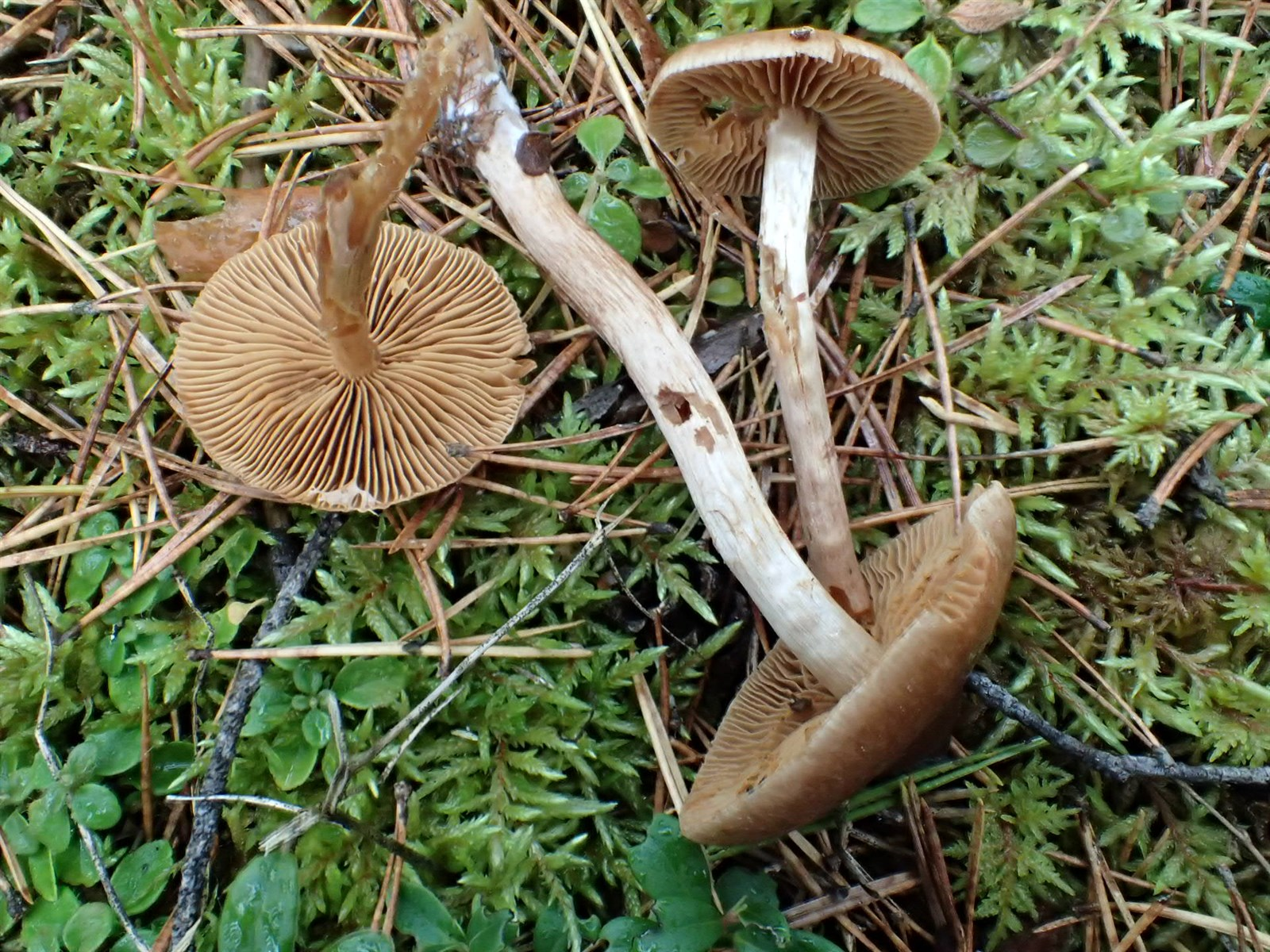
!Cortinarius fulvescens!
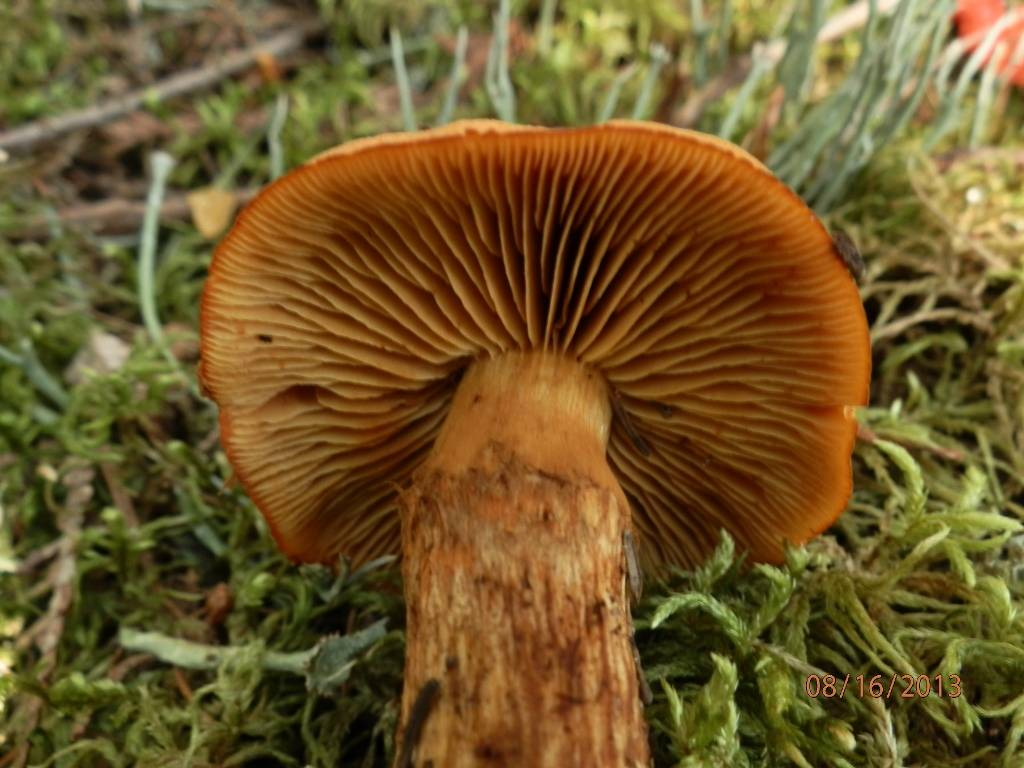
!!!Cortinarius limonius!!!

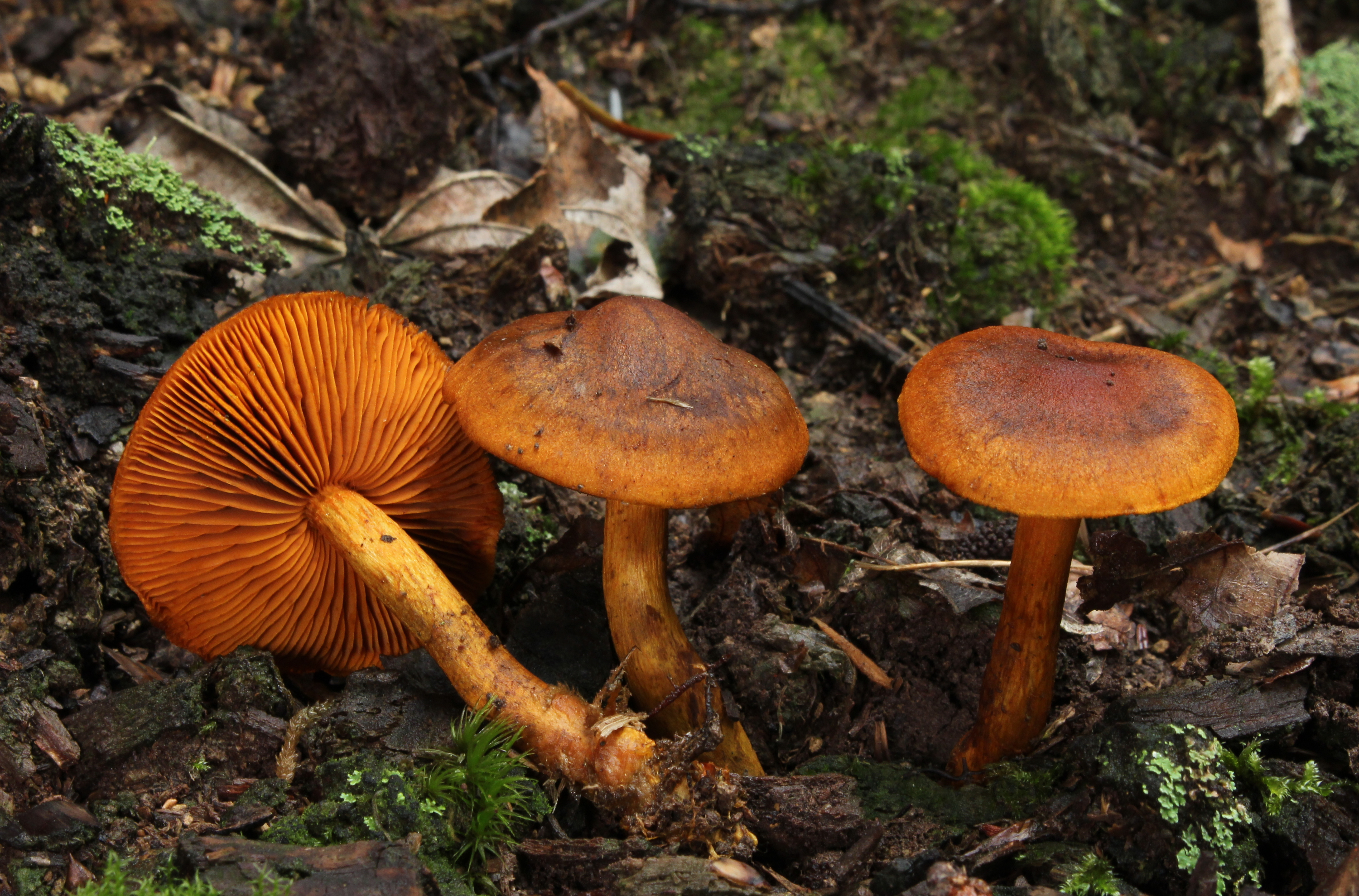
!!Cortinarius malicorius!!
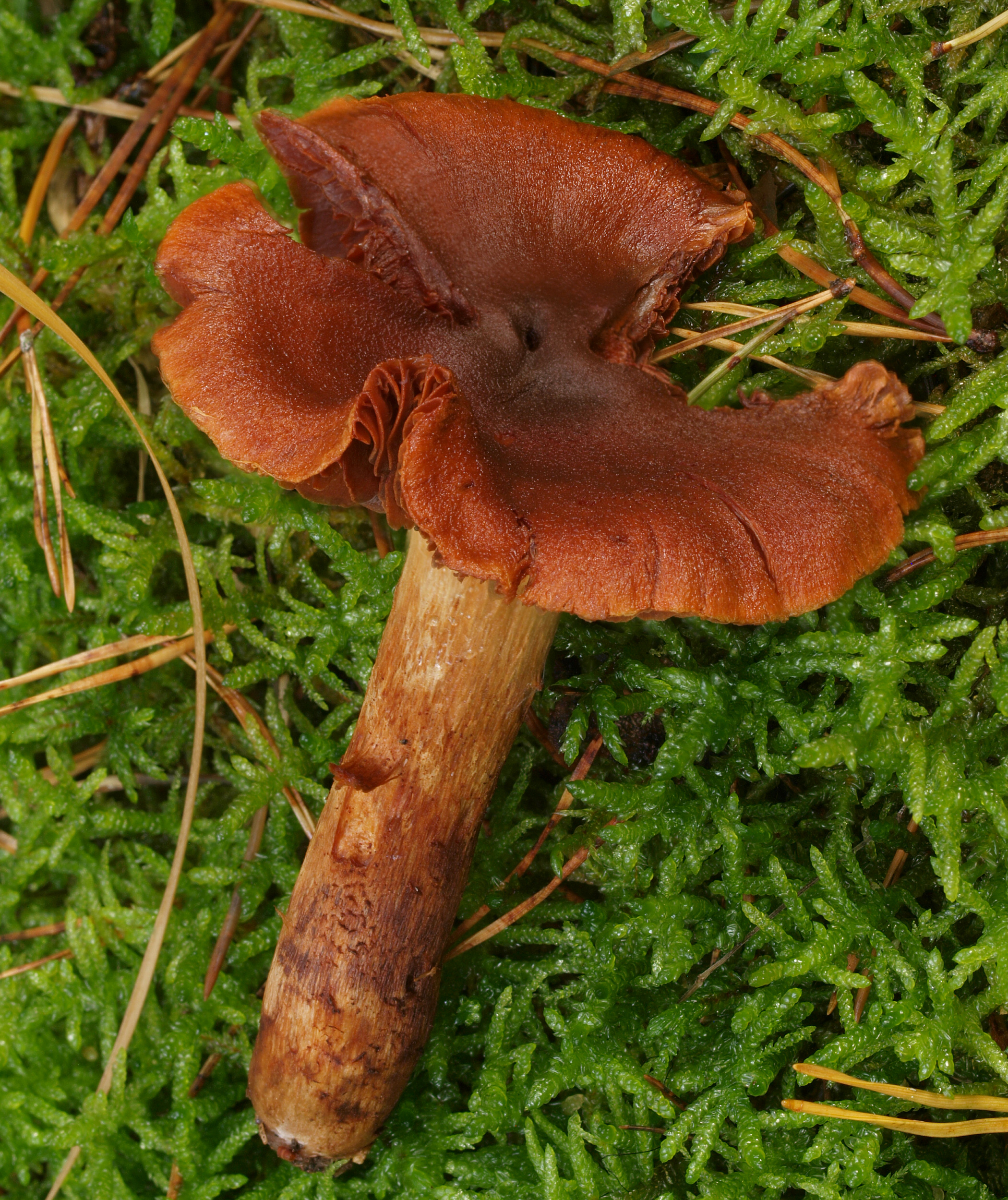
!!!Cortinarius orellanus!!!
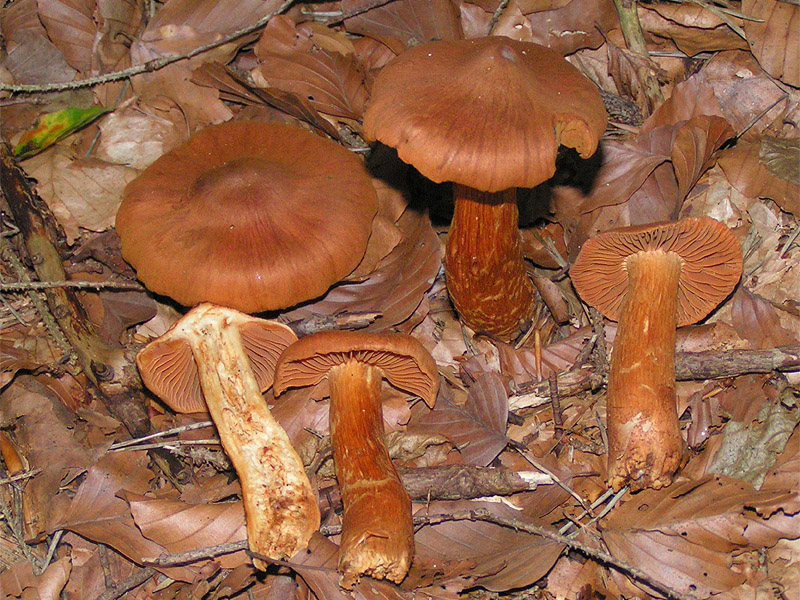
!!!Cortinarius rubellus!!!
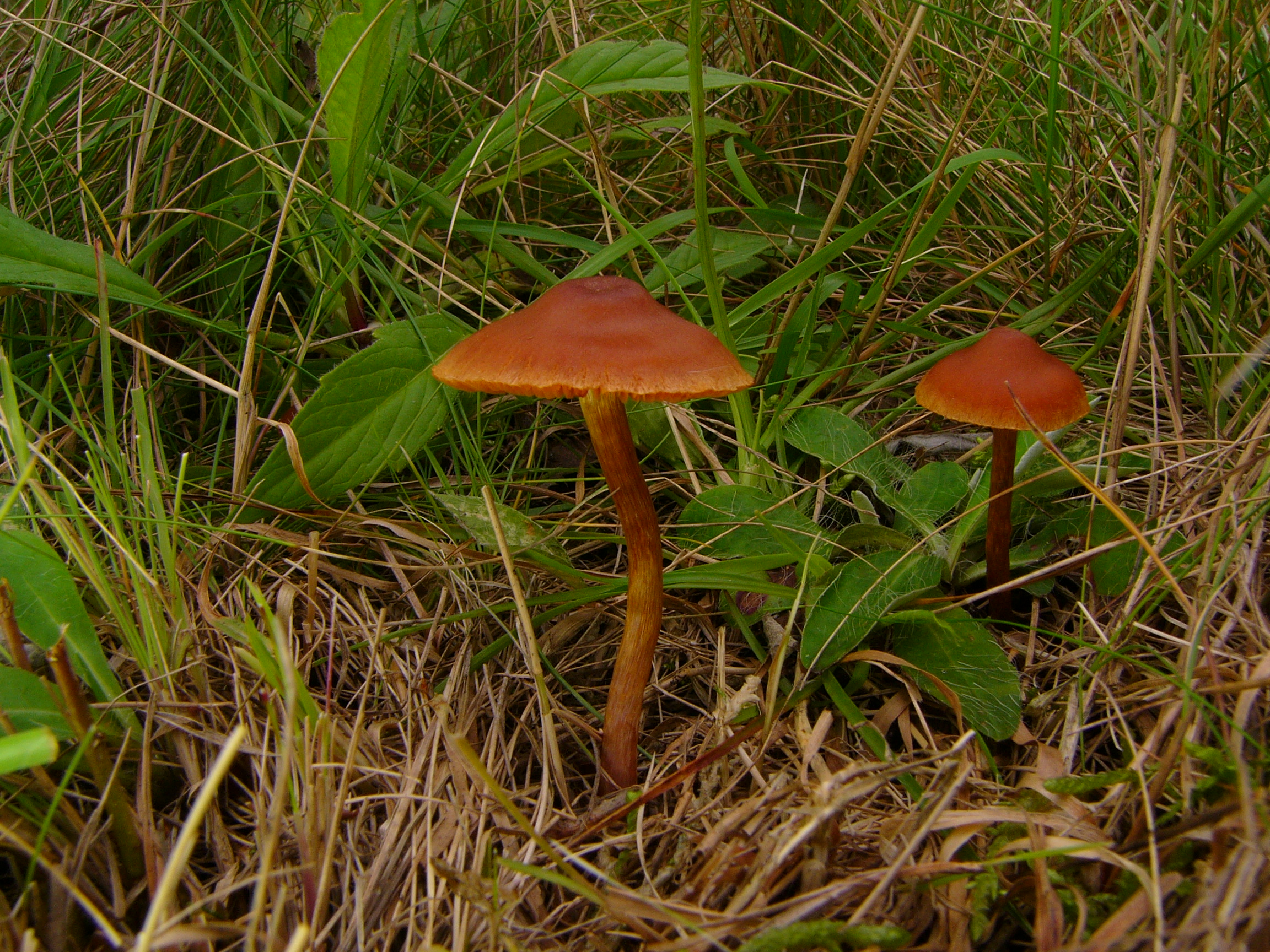
!! Cortinarius sanguineus!!
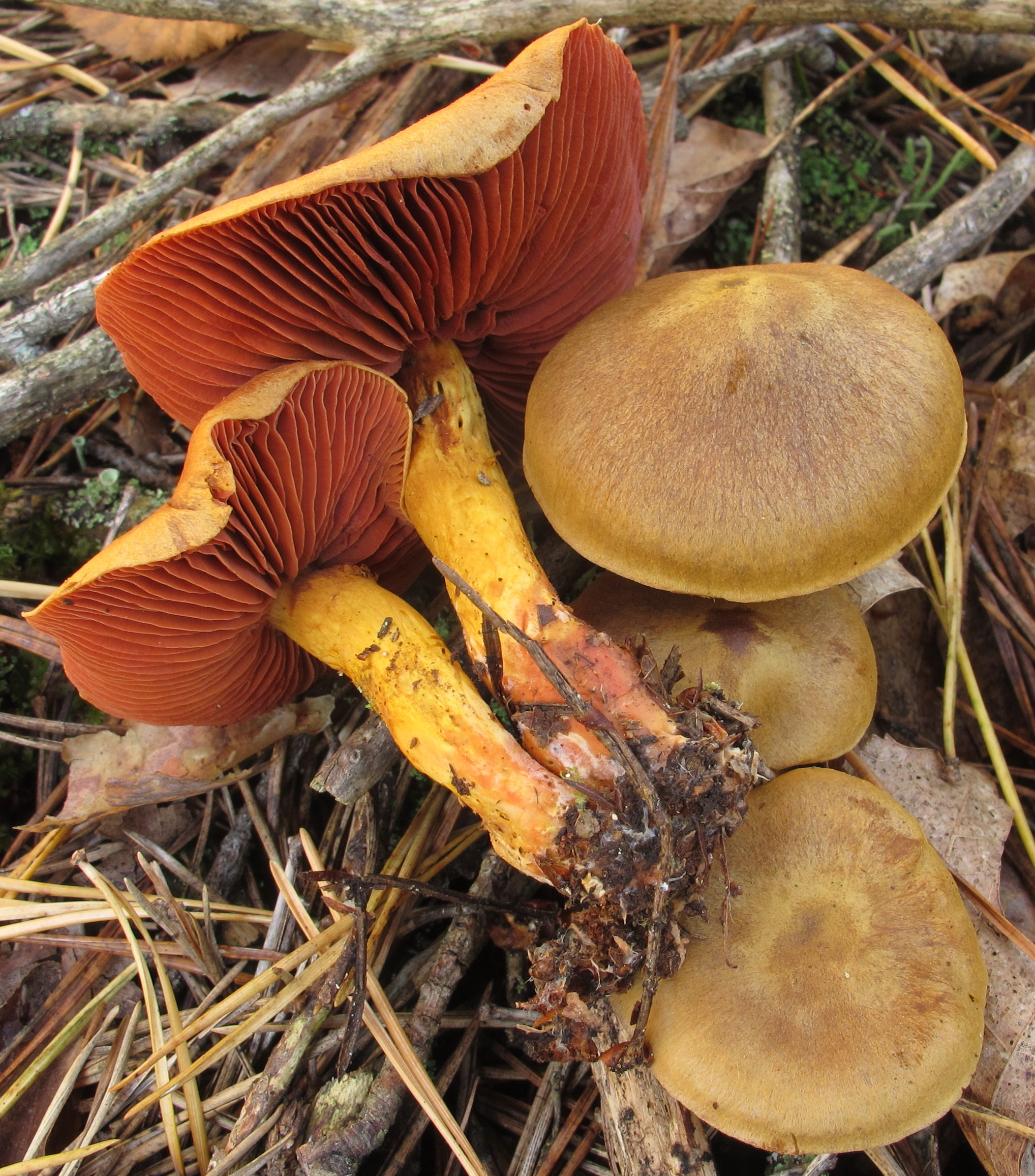
!!Cortinarius semisanguineus!!
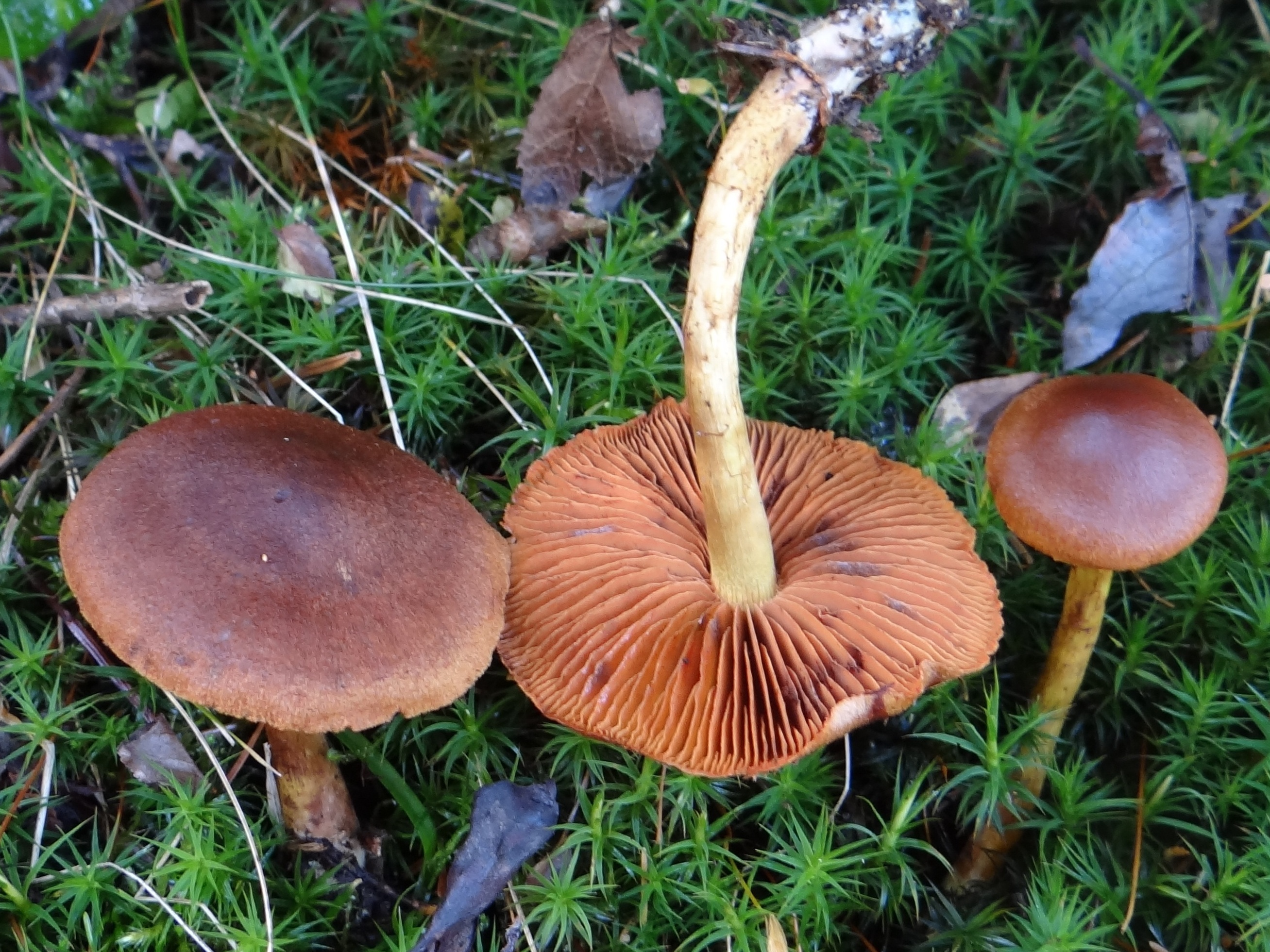
!!Cortinarius uliginosus!!

## Valorificare/Toxicitate
Pentru mai mulți micologi ciuperca este doar necomestibilă din cauza mirosului neplăcut și a cârnii subțiri, parțial fibroase (picior). Dar s-a dovedit, că conține o doză mai mică a toxinei orelanină care provoacă sindromul orelanian (parafaloidian), care este unul grav, pricinuit debutului foarte tardiv (se manifestă după 5-14 zile, chiar trei săptămâni de la consum). Cazuri mortale însă nu sunt cunoscute.